# Seize Them!
Seize Them! es una película de comedia británica de 2024 realizada por Entertainment Film Distributors, DJ Films y Stigma Films, dirigida por Curtis Vowell, escrita por Andy Riley y producida por Damian Jones y Matthew James Wilkinson. Es protagonizada por Nicola Coughlan y Aimee Lou Wood con un elenco que incluye a Jessica Hynes, Nick Frost, Lolly Adefope, James Acaster y Ben Ashenden.

## Sinopsis
Ambientada en la Gran Bretaña durante los Años oscuros, una reina arrogante (Wood) se convierte en fugitiva en su propia tierra después de ser derrocada de su trono por un carismático revolucionario (Coughlan).

## Reparto
- Aimee Lou Wood como la Reina Dagan
- Lolly Adefope como Shulmay
- Nicola Coughlan como la Humilde Joan
- Jessica Hynes como Leofwine
- Nick Frost como Bobik
- James Acaster como Félix el ferretero
- Ben Ashenden como Penda el rebelde
- Paul Kaye como el Rey Ivarr
- John Macmillan como el rey Guthrum
- Nitin Ganatra como Witgar el panadero
- Matthew Cottle como Alric el pintor
- Mark Hillman como Soldado con maza

## Producción
La película cuenta con la producción ejecutiva de Nigel Green, Jack Webb, Sophie Meyer, Paul Grindey y Andy Riley. Está financiada por Entertainment Film Distributors. Escrita por Andy Riley, la película está producida por Damian Jones y Mathew James Wilkinson. Curtis Vowell es el director.

### Casting
En marzo de 2022, Aimee Lou Wood, Lolly Adefope, Nicola Coughlan, Nick Frost y Jessica Hynes fueron confirmados en el elenco. Posteriormente, James Acaster fue confirmado en el papel de Félix el ferretero. Wood fue citado diciendo: “Hay tantos chistes sobre caca, hay tantas tonterías. Nunca me había reído tanto en un set”.

### Rodaje
La fotografía principal comenzó en Londres en marzo de 2022. Otros lugares de rodaje incluyeron Kent y Gales, con el rodaje previsto para seis semanas.

## Estreno
Entertainment Film Distributors estrenó la película en el Reino Unido e Irlanda. Se proyectó en los cines del Reino Unido a partir del 5 de abril de 2024.